# Panossas
Panossas és un municipi francès situat al departament de la Isèra i a la regió d'Alvèrnia-Roine-Alps. L'any 2007 tenia 563 habitants.

## Demografia

### Població
El 2007 la població de fet de Panossas era de 563 persones. Hi havia 204 famílies de les quals 40 eren unipersonals (24 homes vivint sols i 16 dones vivint soles), 48 parelles sense fills, 104 parelles amb fills i 12 famílies monoparentals amb fills.
La població ha evolucionat segons el següent gràfic:
Habitants censats

### Habitatges
El 2007 hi havia 231 habitatges, 201 eren l'habitatge principal de la família, 21 eren segones residències i 9 estaven desocupats. 224 eren cases i 7 eren apartaments. Dels 201 habitatges principals, 168 estaven ocupats pels seus propietaris, 26 estaven llogats i ocupats pels llogaters i 7 estaven cedits a títol gratuït; 6 tenien dues cambres, 11 en tenien tres, 54 en tenien quatre i 130 en tenien cinc o més. 176 habitatges disposaven pel capbaix d'una plaça de pàrquing. A 61 habitatges hi havia un automòbil i a 132 n'hi havia dos o més.

### Piràmide de població
La piràmide de població per edats i sexe el 2009 era:
| Homes | Edats   | Dones |
| ----- | ------- | ----- |
| 0     | 95 o +  | 0     |
| 4     | 90 a 94 | 0     |
| 0     | 85 a 89 | 0     |
| 0     | 80 a 84 | 4     |
| 16    | 75 a 79 | 0     |
| 0     | 70 a 74 | 4     |
| 0     | 65 a 69 | 12    |
| 8     | 60 a 64 | 8     |
| 20    | 55 a 59 | 8     |
| 24    | 50 a 54 | 12    |
| 16    | 45 a 49 | 20    |
| 24    | 40 a 44 | 24    |
| 24    | 35 a 39 | 20    |
| 20    | 30 a 34 | 20    |
| 8     | 25 a 29 | 12    |
| 8     | 20 a 24 | 4     |
| 32    | 15 a 19 | 12    |
| 28    | 10 a 14 | 12    |
| 16    | 5 a 9   | 32    |
| 12    | 0 a 4   | 12    |

## Economia
El 2007 la població en edat de treballar era de 368 persones, 282 eren actives i 86 eren inactives. De les 282 persones actives 270 estaven ocupades (156 homes i 114 dones) i 12 estaven aturades (3 homes i 9 dones). De les 86 persones inactives 28 estaven jubilades, 32 estaven estudiant i 26 estaven classificades com a «altres inactius».

### Ingressos
El 2009 a Panossas hi havia 204 unitats fiscals que integraven 571,5 persones, la mediana anual d'ingressos fiscals per persona era de 22.040 €.

### Activitats econòmiques
Dels 16 establiments que hi havia el 2007, 1 era d'una empresa de fabricació d'altres productes industrials, 2 d'empreses de construcció, 3 d'empreses de comerç i reparació d'automòbils, 1 d'una empresa de transport, 1 d'una empresa d'hostatgeria i restauració, 1 d'una empresa financera, 4 d'empreses de serveis i 3 d'entitats de l'administració pública.
L'únic servei als particulars que hi havia el 2009 era una fusteria.
L'únic establiment comercial que hi havia el 2009 era una botiga de roba.
L'any 2000 a Panossas hi havia 6 explotacions agrícoles.

## Equipaments sanitaris i escolars
El 2009 hi havia una escola elemental integrada dins d'un grup escolar amb les comunes properes formant una escola dispersa.

## Poblacions més properes
El següent diagrama mostra les poblacions més properes.